# Haiti na Letnich Igrzyskach Olimpijskich 1984
Haiti na Letnich Igrzyskach Olimpijskich 1984 było reprezentowane przez 3 sportowców.

## Skład kadry

### Lekkoatletyka
Mężczyźni
- Dieudonné Lamothe - maraton - 78. miejsce

### Szermierka
Kobiety
- Gina Faustin - floret - 34. miejsce
- Sheila Viard - floret - 39. miejsce